# Алик Грановски
Александър (Алик) Михайлович Грановски (на руски: Алекса́ндр Миха́йлович Грано́вский) е руски музикант, басист и основател на групите Ария и Мастер.

## Биография
Роден е през 1959 в Москва. Като дете се учи да свири на цигулка, пиано и контрабас. Първата група, в която участва, е „Смещение“. През 1983 свири в групата на Сергей Саричев – Алфа. Там се запознава с Владимир Холстинин. След време двамата отново свирят заедно в „Поющие сердца“, а през 1985 създават „Ария“. Вокалист на бандата става Валерий Кипелов, а към тях се присъединяват и Андрей Болшаков, Кирил Покровский и Александър Лвов. На 31 октомври 1985 излиза дебютният албум на групата – „Мания величия“. Повечето от песните са композирани от Алик. Той композира и следващият албум „С кем ты“, заедно с Болшаков.
В края на 1986 повечето от музикантите на Ария напускат поради скандал с мениджъра Виктор Векщейн. През април 1987 те основават група Мастер. Името е измислено от барабаниста Игор Молчанов. В репертоара на бандата влизат хитове от първите 2 албума на Ария като „Тореро“, „Здесь куют металл“ и „Игры не для нас“. Алик остава единственият член на групата, останал в нея през 25-годишното ѝ съществуване. През 1997 участва като басист в соловия албум на Валерий Кипелов и Сергей Маврин „Смутное время“. През 2004 издава своя солов албум „Большая прогулка“. Също така участва като гост-музикант в проекта Margenta и групата на Алексей Страйк.
През 2014 г. Алик Грановски издава втория си самостоятелен албум, озаглавен „Bass Manuscript“.